# Анна Єфросина Ходкевич
Анна Єфросина Сенявська з Ходкевичів (бл. 1588 — квітень 1633) — шляхтичка, меценатка русько-литовського походження. Її далеким нащадком був канівський староста Микола Василь Потоцький.

## Біографія
Донька троцького воєводи Олександра Ходкевича та його першої дружини Євфимії Сененської, доньки львівського підкоморія Анджея.
Після смерті чоловіка головно проживала в Бережанах та селі Конюхах поблизу них, Гологорах (дідичка маєтку по матері). Одними з кредиторів чоловіка були Максимовичі. 11 лютого 1627 року запросила князя Христофора Радзивілла на похорони чоловіка до Бережан. Протекторка львівських домініканів, цікавилася монахами кармелітами босими, Кшиштоф Францішек Хвалібоговський присвятив їй у 1628 році поему, в якій описував урочистості у Львові з нагоди беатифікації монахині Марії Маґдалени де Паціс. Після маршалка коронного Миколая Вольського одідичила доми та площі «за Стрільницею» в Кракові, записала їх кармелітам босим Кракова, що дозволило їм будувати нові храм, кляштор. Під кінець життя постійно мешкала в Бережанах. 1632 року сину Адамові Єронімові переписала свої маєтності у Великому князівстві Литовському, 1633 року швагрові Миколаю переписала частину маєтностей у Руському воєводстві, м. ін. Гологори, Гологірку, Волю Гологірську, Трендовач (Традовач) з боргами. Частину маєтностей невдовзі взяли Калиновські.
Померла у квітні 1633. Була похована у старому домініканському костелі Божого Тіла у Львові 12 травня 1633 року, поховальну промову мав коронний крайчий Якуб Собеський.

### Сім'я
Дружина надвірного коронного хорунжого Прокопа Сенявського, шлюб відбувся у 1623 році. Син — писар польний коронний, львівський староста Адам Єронім Сенявський.